# Chiên Thiên Chúa

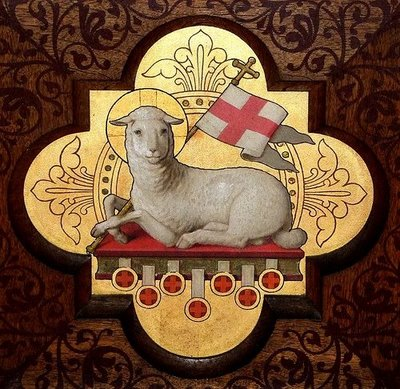
Hình ảnh con chiên giữ một lá cờ mang hình thập giá là một biểu trưng điển hình.

Chiên Thiên Chúa (tiếng Hy Lạp: Ἀμνὸς τοῦ Θεοῦ, Amnos tou Theou; tiếng Latinh: Agnus Dei) là một trong những danh hiệu đề cập đến Chúa Giêsu trong Phúc Âm Gioan và tiếp tục được lưu giữ trong các truyền thống Kitô giáo. Danh hiệu này nói đến vai trò của Giêsu như là một hy lễ sát tế dâng lên Thiên Chúa để đền tội cho con người, xuất phát từ một truyền thống Do Thái: giết thịt chiên (thịt cừu non) trong Lễ Vượt Qua.